# Bahadurpur (Sarlahi)
Pour les articles homonymes, voir Bahadurpur.
Bahadurpur (en népalais : बहादुरपुर) est un comité de développement villageois du Népal situé dans le district de Sarlahi. Au recensement de 2011, il comptait 2 018 habitants.